# Limnophilomyia
Limnophilomyia es un género de dípteros nematóceros perteneciente a la familia Limoniidae. Se distribuyen desde el sur de África hasta el Sahara.

## Especies
- Contiene las siguientes especies:
- Subgenus Eulimnophilomyia Alexander, 1964

- L. abnormalis Alexander, 1964

- Subgenus Limnophilomyia Alexander, 1921

- L. edwardsomyia Alexander, 1956
- L. flavidula Alexander, 1976
- L. lacteitarsis (Alexander, 1921)
- L. matengoensis Alexander, 1970
- L. medleriana Alexander, 1976
- L. nigeriensis Alexander, 1974
- L. nigripennis Alexander, 1976
- L. niveipes Alexander, 1956
- L. stuckenbergi Alexander, 1956
- L. transvaalensis Alexander, 1958